# M142 HIMARS
Il M142 High Mobility Artillery Rocket System (HIMARS) è un lanciarazzi multiplo leggero sviluppato alla fine degli anni '90 per l'esercito degli Stati Uniti, montato su un telaio standard per camion M1140 dell'esercito americano.
L'HIMARS trasporta un pod da sei razzi o un missile MGM-140 ATACMS sul camion da cinque tonnellate della famiglia di veicoli tattici medi (FMTV) dell'esercito americano. È in grado di lanciare l'intera famiglia di munizioni (MFOM) del sistema di lancio multiplo MLRS. Le munizioni HIMARS sono intercambiabili con l'MLRS M270A1; tuttavia, è in grado di trasportare solo un pod anziché i due standard per le varianti M270 e A1.
Il lanciatore è trasportabile su un C-130. Il telaio è stato inizialmente prodotto da BAE Systems Mobility & Protection Systems (ex Armor Holdings Aerospace and Defense Group Tactical Vehicle Systems Division), il produttore di apparecchiature originali dell'FMTV. Nel 2010, la produzione del telaio è stata rilevata dalla Oshkosh Corporation. Dal 2017, sia il telaio che il sistema di lancio sono prodotti dalla Lockheed Martin Missiles & Fire Control a Camden, in Arkansas.

## Sviluppo
L'M142 High Mobility Artillery Rocket System (HIMARS) è la versione leggera, su ruote, dell'M270 Multiple Launch Rocket System (MLRS) e utilizza lo stesso pod che può contenere sei razzi o un singolo missile. Le finestre sono di vetro e strati di zaffiro.
La 18ª brigata di artiglieria da campo (aviotrasportata) a Fort Bragg, nella Carolina del Nord, è stata la prima unità dell'esercito a testare l'M142 HIMARS. La C Battery, del 3rd Battalion, del 27th Field Artillery Regiment, ha iniziato a testare sul campo 3 prototipi HIMARS in tutti gli scenari di addestramento e condizioni ambientali nel 1998 come parte della Rapid Force Projection Initiative (RFPI) Advanced Concept Technology Demonstration (ACTD). Nel 2002, il Corpo dei Marines degli Stati Uniti ha concordato con l'esercito degli Stati Uniti l'acquisizione di 40 sistemi. Il fielding è iniziato nel 2005. Nel luglio 2007, i marines della Fox Battery 2nd Battalion del 14th Marine Regiment di Oklahoma City, nello stato di Oklahoma, schierati nella provincia di Al Anbar in Iraq, sono stati la prima unità di marina a utilizzare l'HIMARS in combattimento.
HIMARS è stato anche testato come lanciatore sia per i razzi di artiglieria che per la variante di superficie-aria SLAMRAAM del missile antiaereo AMRAAM.
Nell'ottobre 2017, un HIMARS del Corpo dei Marines ha sparato per la prima volta un razzo dal mare contro un bersaglio terrestre usando il ponte dell'unità anfibia USS Anchorage della classe San Antonio, dimostrando la capacità del sistema di operare mentre si trova a bordo di navi per fornire fuoco di precisione da una distanza di stallo contro le difese costiere. Il software di puntamento del veicolo è stato rielaborato in modo che possa sparare meglio mentre si trova su una piattaforma di lancio in costante movimento e in manovra.
Va sottolineato che nel 2007, l'esercito di Singapore ha proposto di acquisire i sistemi HIMARS. Il pacchetto include 24 lanciatori HIMARS, 9 camion FMTV da 5 tonnellate e pod HE GMLRS unitari XM31, oltre a apparecchiature, servizi di supporto e comunicazione associati. Questo pacchetto proposto è degno di nota per non aver coinvolto i razzi MLRS non guidati M-26. Alla fine del 2009, Singapore ha preso in consegna la prima unità di tiro HIMARS e ha raggiunto la piena capacità operativa. Il 23º Battaglione dell'artiglieria di Singapore, ha commissionato la sua batteria HIMARS il 5 settembre 2011, segnando il primato dell'entrata in servizio della prima unità completamente guidata da GPS.

## Descrizione
Il sistema è stato concepito per essere ricaricato e messo in batteria in tempi rapidi. Lanciarazzi da usare nelle primissime fasi di un conflitto, per dotare le unità di impiego rapido (Early Entry Contingency) di un proprio sistema missilistico leggero, oltre ad essere munito di una elevata proiettabilità. Lo scopo è di dare al sistema la possibilità di “fire and move” ovvero di sparare velocemente per poi potersi sottrarre all'eventuale fuoco di risposta (controbatteria).
Ha un equipaggio formato da capopezzo, servente e pilota. L’HIMARS può operare anche con un solo artigliere, grazie all'uso dell’automazione e alla informatizzazione.

### Armamento
Il sistema può sparare i seguenti armamenti guidati:
- M30/31: razzi con gittata di 70 km, dotati di GPS e di alette canard anteriori per migliorarne la precisione. Tale versione è stata denominata GMLRS (Guided Multiple Launch Rocket System) per il sistema MLRS.
- MGM-140 Army Tactical Missile System (ATACMS): missili guidati a lungo raggio in diverse varianti[16]:
  - MGM-140A – Block I: In precedenza il missile guidato M39, da 950 sottomunizioni cluster M74 antiuomo/antimateriale (APAM) (ciascuna da 0,59 kg) da 128 km.
  - MGM-140B – Block IA: In precedenza il missile M39A1 con GPS. Trasporta 275 munizioni M74 e ha una portata di 165 km.
  - MGM-164 ATACMS – Block II: inizialmente designata MGM-140C, in precedenza M39A3. Contiene 13 munizioni Brilliant anticarro prodotte da Northrop Grumman. Verso la fine del 2003 le munizioni non sono state prodotte per taglio dei finanziamenti.
  - MGM-168 ATACMS – Block IVA: inizialmente definita Block IA Unitary o MGM-140E. Creata per sostituire le bombe M74 da 500 libbre (230 kg), con guida GPS/INS, come la versione MGM-140B. Gittata da 300 km, limitata dal sistema MTCR.
- M26[17]: 6 munizioni convenzionale da 227 mm e portata di 32 km. Già usata nell'MLRS.
  - M26A1: 518 bombe a grappolo M85 DPICM
  - M26A2: 518 bombe a grappolo M77 DPICM

## Impiego operativo
Il 14 febbraio 2010, la Forza Internazionale di Assistenza alla Sicurezza (ISAF) per l'Afghanistan ha indicato, in un comunicato stampa, che si pensava che due razzi lanciati da un'unità HIMARS fossero caduti a 300 metri dal bersaglio previsto e avessero ucciso 12 civili durante l'operazione Moshtarak. L'ISAF ha sospeso l'uso dell'HIMARS fino alla conclusione dell'indagine completa dell'incidente. In seguito, un ufficiale britannico affermò che i razzi furono sparati sul bersaglio ovvero un obiettivo utilizzato dai talebani e che l'uso del sistema è stato ripristinato. I rapporti indicano che le morti di civili erano dovute al loro uso, da parte dei talebani, come scudi umani; la presenza di civili in quel luogo non era nota alle forze ISAF. Un rapporto del 21 ottobre 2010 del New York Times attribuiva all'HIMARS il merito di aver aiutato l'offensiva della NATO a Kandahar prendendo di mira i nascondigli dei comandanti talebani, costringendoli a fuggire in Pakistan, almeno temporaneamente.
Nel novembre 2015, l'esercito degli Stati Uniti ha rivelato di aver dispiegato l'HIMARS in Iraq, lanciando almeno 400 razzi contro lo Stato Islamico dall'inizio dell'estate. I sistemi HIMARS sono stati inviati alle basi aeree di Al Asad e di Al-Taqaddum nel governatorato di al-Anbar. Il 4 marzo 2016, il sistema HIMARS è stato usato per lanciare razzi in Siria a sostegno dei ribelli siriani che combattevano per la prima volta l'ISIL, con i lanciatori basati nella vicina Giordania.
Nel gennaio 2016, Lockheed ha annunciato che l'HIMARS aveva raggiunto 1 milione di ore operative con le forze statunitensi, raggiungendo un tasso di prontezza operativa del 99%.
Il 26 aprile 2016 è stato annunciato che gli Stati Uniti avrebbero schierato l'HIMARS in Turchia vicino al confine con la Siria come parte della battaglia con l'ISIL. All'inizio di settembre, i media internazionali e il Dipartimento di Stato americano hanno riferito che un HIMARS, appena schierato, aveva ingaggiato obiettivi dell'ISIL in Siria vicino al confine turco.
Nell'ottobre 2016, gli HIMARS erano di stanza a Qayyarah Airfield West, a circa 65 chilometri a sud di Mosul per prendere parte alla battaglia di Mosul.
Il 14 giugno 2017, un HIMARS è stato schierato ad Al-Tanf in Siria per supportare i ribelli sostenuti dagli Stati Uniti nell'area.
Il 24 maggio 2018, un attacco HIMARS ha ucciso 50 tra combattenti e leader talebani a Musa Qala, in Afghanistan.. Tre razzi hanno colpito l'edificio nell'arco di 14 secondi.
A partire da settembre 2018, le forze di supporto statunitensi si sono coordinate con le Forze Democratiche Siriane per sconfiggere l'ISIS nella Siria orientale nella campagna di Deir ez-Zor. Quotidianamente, hanno colpito le posizioni dell'ISIS con i razzi HIMARS, a volte utilizzando fino a 30 razzi al giorno. I sistemi HIMARS utilizzati in questa operazione di supporto si trovavano nei giacimenti petroliferi di Omar, a circa 25 km a nord degli obiettivi controllati dall'ISIS.
Secondo le dichiarazioni fatte al New York Times a giugno 2022, dal presidente degli Stati Uniti Joe Biden, il suo Paese: «fornirà agli ucraini sistemi missilistici e munizioni più avanzate che consentiranno loro di colpire con maggiore precisione gli obiettivi chiave sul campo di battaglia in Ucraina» e secondo un alto funzionario della Casa Bianca, si tratta di HIMARS.
Nel marzo del 2024 viene confermato da prove video e fotografiche riprese da un drone, confermato anche da fonti ucraine, la prima distruzione di una piattaforma Himars al completo del suo veicolo di supporto munizioni da parte delle forze russe. Il fatto è avvenuto nei pressi di Nykanorivka, oblast' di Donetsk, a circa 40 km dalla linea del fronte (circa 15 km a nord di Pokrovsk). Potrebbe essere stato un missile balistico Iskander oppure un razzo guidato pesante lanciato da un MLRS Tornado-S in piena luce del giorno. Questa è una situazione inusuale dato che gli Himars sono di solito usati di notte o all'alba proprio per ridurre la propensione ad essere scoperti. In effetti, la propaganda russa aveva già dato notizie del genere ma spesso si sono rilevate infondate poiché ad essere abbattuti sono stati mock-up “civetta” di vari equipaggiamenti (anche gonfiabili), e ovviamente anche dell'Himars allo scopo di ingaggiare le batterie russe su bersagli fasulli.

## Utilizzatori

Gli operatori HIMARS sono indicati in blu

Australia
- Australian Army

20 HIMARS acquistati nel 2023 a un costo stimato di 385 milioni di dollari.
 Emirati Arabi Uniti
- Al-Quwwāt al-Jawiyya al-Imārātiyya

12 HIMARS acquistati nel 2014 con 100 M57 e 65 M31A1.
 Estonia
- Eesti maavägi

6 HIMARS acquistati nel 2022 con consegne a partire dal 2024.
 Giordania
- Al-Quwwāt al-Barriyya al-Urdunniyya

12 HIMARS acquistati nel 2009 e ricevuti a partire dal 2012.
- - 29º Battaglione HIMARS

 Lituania
- Lietuvos kariuomenės Sausumos pajėgos

8 HIMARS acquistati nel 2022 in un pacchetto da 495 milioni di dollari comprendente ATACMS, GMLRS, manutenzione e addestramento, con i primi esemplari previsti in consegna nel 2025.
 Polonia
- Wojska Lądowe

20 HIMARS, di cui 2 per l'addestramento, ordinati nel 2019. Nel 2022 la Polonia ha richiesto altri 500 HIMARS. Il 7 febbraio 2023 è stata annunciata l'approvazione di una vendita di 18 lanciatori, 468 moduli di lancio da installare su telai di produzione locale, 45 ATACMS M57, 461 pod per M30A2, 521 pod per M31A2 e 532 pod per XM403 GMLRS-ER AW, razzi d'addestramento, equipaggiamento di supporto, equipaggiamento di comunicazione e ricambi per un costo stimato di 10 miliardi di dollari.. Il 15 maggio 2023 sono stati consegnati i primi 20 M142 HIMARS ordinati nel 2019 e costati a Varsavia 414 milioni di dollari (circa 380 milioni di euro) incluso il sistema di controllo del tiro AFATDS, 270 razzi guidati GMLRS e 30 missili ATACMS. Di questi, 5 M142 HIMARS sono stati trasferiti alla base aerea di Okenze,vicino Varsavia, tramite un Antonov An-124 della compagnia ucraina Antonov Airlines..
 Romania
- Forțele Terestre Române

54 acquistati nel 2019 e in servizio a partire dal 2021 divisi in 3 batterie composte da 18 lanciatori ciascuna. 18 in servizio nel 2022.
- - Brigada 8 Rachete Operativ Tactice

 Singapore
- Esercito di Singapore

18 in servizio.
- - 23rd Battalion, Singapore Artillery[46]

 Stati Uniti
- United States Army
  - 17th Field Artillery Brigade (17th FAB)
    - 5th Battalion 3rd Field Artillery Regiment (5-3rd FAR)
    - 1st Battalion 94th Field Artillery Regiment (1-94th FAR)

  - 18th Field Artillery Brigade (18th FAB)
    - 3rd Battalion 27th Field Artillery Regiment (3-27th FAR)
    - 3rd Battalion 321st Field Artillery Regiment (3-321st FAR)

  - 41st Field Artillery Brigade
    - 1st Battalion 77th Field Artillery Regiment (1-77th FAR)

  - 75th Field Artillery Brigade (75th FAB)[47]
    - 1st Battalion 14th Field Artillery Regiment (1-14th FAR)
- Army National Guard
  - 45th Field Artillery Brigade (45th FAB) (OK ARNG)
    - 1st Battalion, 158th Field Artillery Regiment (1-158th FAR) (OK ARNG)
    - 4th Battalion, 133rd Field Artillery Regiment (4-133rd FAR) (TX ARNG)

  - 65th Field Artillery Brigade (65th FAB) (UT ARNG)
    - 5th Battalion 113th Field Artillery Regiment (5-113th FAR) (NC ARNG)

  - 115th Field Artillery Brigade (115th FAB) (WY ARNG)
    - 1st Battalion 121st Field Artillery Regiment (1-121st FAR) (WI ARNG)
    - 2nd Battalion 300th Field Artillery Regiment (2-300th FAR) (WY ARNG)

  - 130th Field Artillery Brigade (130th FAB) (KS ARNG)
    - 2nd Battalion 130th Field Artillery Regiment (2-130th FAR) (KS ARNG)

  - 138th Field Artillery Brigade (138th FAB) (KY ARNG)
    - 3rd Battalion 116th Field Artillery Regiment (3-116th FAR)  (FL ARNG)
    - 1st Battalion 623rd Field Artillery Regiment (1-623rd FAR) (KY ARNG)

  - 142nd Field Artillery Brigade (142nd FAB) (AR ARNG)
    - 1st Battalion 181st Field Artillery Regiment (1-181st FAR) (TN ARNG)

  - 169th Field Artillery Brigade (169th FAB) (CO ARNG)
    - 3rd Battalion 157th Field Artillery Regiment (3-157th FAR) (CO ARNG)

  - 197th Field Artillery Brigade (197th FAB) (NH ARNG)
    - 3rd Battalion 197th Field Artillery Regiment (3-197th FAR) (NH ARNG)
    - 1st Battalion 182nd Field Artillery Regiment (1-182nd FAR) (MI ARNG)

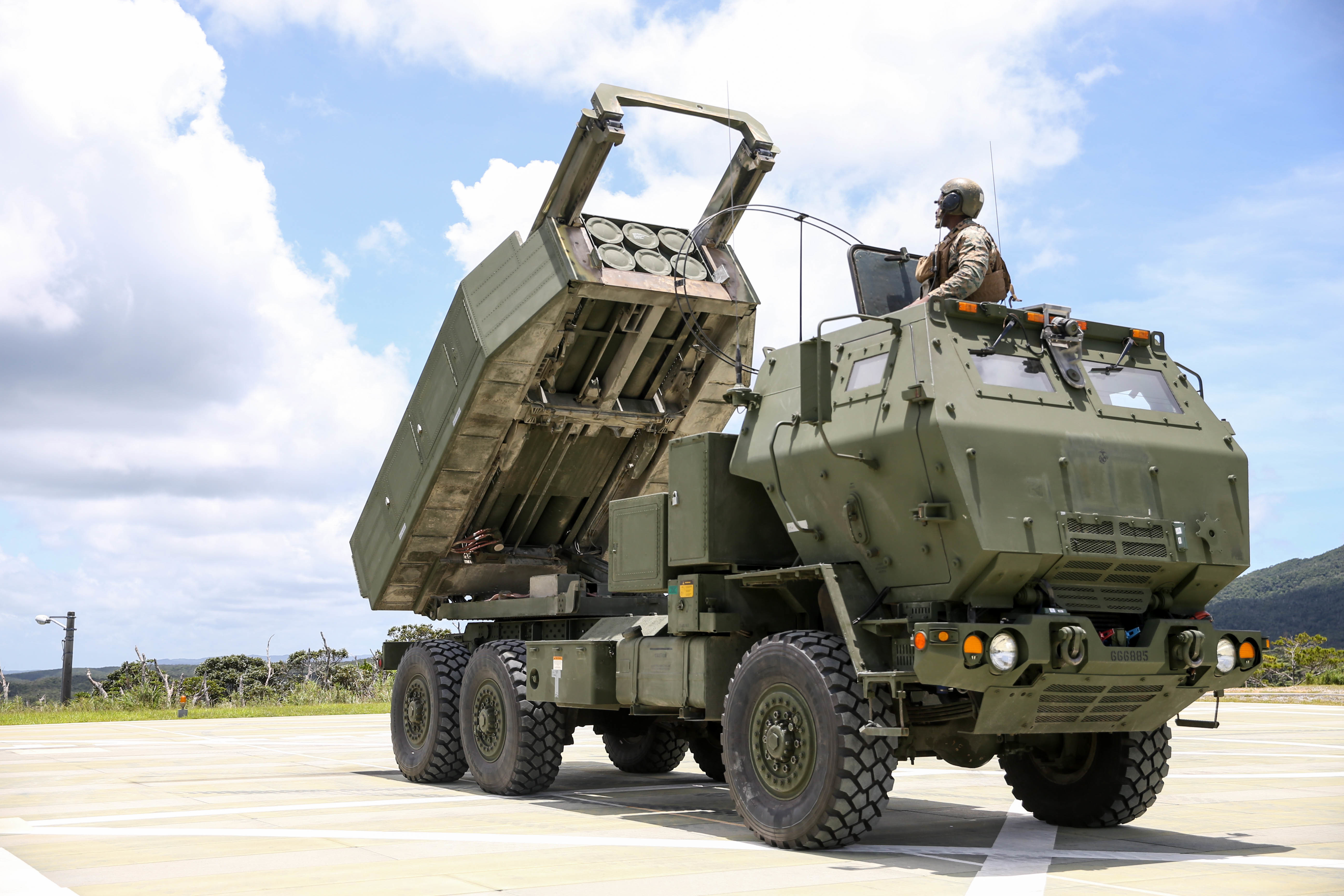
HIMARS del 3rd Battalion, 12th Marines su telaio FMTV

- United States Marine CorpsHIMARS del 3rd Battalion, 12th Marines su telaio FMTV
  - 10th Marine Regiment
    - 1st Battalion, 10th Marines
    - 2nd Battalion, 10th Marines

  - 11th Marine Regiment
    - 5th Battalion, 11th Marines

  - 12th Marine Regiment
    - 3rd Battalion, 12th Marines

  - 14th Marine Regiment
    - 2nd Battalion, 14th Marines

 Ucraina
- Forze terrestri ucraine

38 HIMARS di nuova produzione forniti dagli Stati Uniti come assistenza militare durante l'invasione russa dell'Ucraina. Il 31 maggio 2022, la Casa Bianca ha informato la stampa che gli Stati Uniti avrebbero fornito lanciatori M142 all'Ucraina. Il 1 giugno è stato riferito che quattro unità saranno inviate per scopi di addestramento. Il sottosegretario alla difesa per la politica militare Colin Kahl ha dichiarato che gli Stati Uniti sarebbero stati in grado di inviare più sistemi con l'evolversi dei combattimenti. Il 23 giugno, secondo il ministro della difesa ucraino Oleksij Reznikov, il primo HIMARS è arrivato in Ucraina.

### Possibili utilizzatori
Lettonia
Nell'ottobre 2022 il ministro della difesa lettone Artis Pabriks ha annunciato che la Lettonia prevede di acquistare 6 HIMARS.
 Qatar
Nel dicembre 2012, la Defense Security Cooperation Agency ha notificato al Congresso degli Stati Uniti una possibile vendita militare straniera di 7 sistemi HIMARS, oltre a 60 M57 ATACMS Block 1A T2K, 360 M31A1 e 180 M28A2 da addestramento, ad un costo stimato di 406 milioni di dollari.
 Filippine
Il South China Morning Post, citando un rapporto del Center for a New American Security, su un articolo del 2 aprile 2019, ha affermato che i governi delle Filippine e degli Stati Uniti stanno discutendo la potenziale vendita dell'HIMARS per scoraggiare la "militarizzazione" cinese delle isole artificiali nelle aree contese del Mar Cinese Meridionale. Se schierati, i razzi a guida di precisione a lungo raggio lanciati dal sistema sarebbero in grado di colpire le isole artificiali cinesi sugli scogli nelle Isole Spratly. Tuttavia, le due parti non sono state in grado di raggiungere un accordo perché l'HIMARS potrebbe essere troppo costoso per le Filippine dato il suo budget limitato.
 Svezia
La Svezia ha mostrato interesse per il sistema HIMARS come una delle numerose opzioni per creare una capacità di artiglieria a lungo raggio. Nell'ottobre 2021 il sistema è stato coinvolto in esercitazioni sull'isola svedese di Gotland. Nel 2022 il direttore dell'Agenzia per gli appalti della difesa ha confermato contatti con la Lockheed Martin.
 Taiwan
Una possibile vendita militare straniera è stata approvata il 21 ottobre 2020 per 11 HIMARS e 64 M57 ATACMS. Il governo taiwanese sta pianificando l'acquisto di ulteriori 18 HIMARS, 20 M57 e 864 razzi guidati.
 Italia
L'Italia ha ricevuto conferma per l'acquisto di 21 unità HIMARS + tutte le attrezzature del caso dal costo di 400 milioni, richiesti agli USA, per la protezione nazionale e un miglioramento delle capacità belliche NATO.
Essi dovrebbero arrivare in Italia entro settembre 2027.